# Francis Drake
 (janvier 2023).
Si vous disposez d'ouvrages ou d'articles de référence ou si vous connaissez des sites web de qualité traitant du thème abordé ici, merci de compléter l'article en donnant les références utiles à sa vérifiabilité et en les liant à la section « Notes et références ».
Pour les articles homonymes, voir Drake.
Sir Francis Drake, né vers 1540 à Tavistock en Angleterre, et mort le 27 janvier 1596 à Portobelo en Nouvelle-Grenade, est un corsaire, explorateur et homme politique anglais du XVIe siècle. Drake effectue la deuxième circumnavigation de la Terre entre 1577 et 1580, après celle de Magellan-Elcano entre 1519 et 1522.
La reine Élisabeth Ire d'Angleterre le fait chevalier en 1581. Il est commandant en second de la flotte anglaise qui affronte l'Invincible Armada espagnole en 1588. Il meurt de la dysenterie en janvier 1596 après l'attaque avortée de San Juan à Porto Rico.
De son vivant, ses exploits sont légendaires aux yeux des Anglais, alors qu'il n'était considéré que comme un pirate par les Espagnols, qui l'avaient surnommé « El Draque » ou « El Dragón ». Le désastre militaire de son expédition punitive appelée Contre Armada par les Espagnols, bien supérieur en pertes au désastre de l'Invincible Armada, et l'échec de ses dernières expéditions viennent néanmoins nuancer la légende.

## Origines et jeunesse

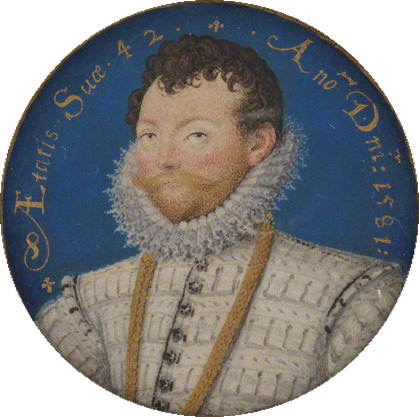
Portrait miniature par Nicholas Hilliard, 1581, au revers du « Drake Jewel », portant l'inscription latine Ætatis suae 42, An(n)o D(omi)ni 1581 (« Dans la 42e année de son âge, 1581 après Jésus-Christ »).

Francis Drake naît à Tavistock (Devon). Bien que sa naissance n'ait pas été formellement enregistrée, il est tenu pour acquis qu'il est né pendant la période où les Six articles étaient en vigueur. « Drake était âgé de vingt-deux ans lorsqu'il obtint le commandement de la Judith », (1566). Ce qui situerait sa naissance en 1544. La date de c. 1540 est suggérée par deux portraits : une miniature peinte par Nicholas Hilliard en 1581 alors qu'il aurait eu 42 ans, et une autre peinte en 1594 alors qu'il aurait eu 53 ans.
Il est l'aîné des douze enfants d'Edmund Drake (1518–1585), un fermier protestant, et de sa femme Mary Mylwaye. Le premier fils de la famille reçoit, selon la tradition, le prénom de son parrain Francis Russell, 2e comte de Bedford,
Les persécutions religieuses qui ont lieu pendant la révolte du livre de la prière commune, en 1549, obligent la famille Drake à fuir le Devonshire pour le Kent. Sur place, son père obtient un poste de minister (ministre du culte) auprès des membres de la Marine royale. Il est ordonné diacre et nommé vicaire de l'église d'Upnor dans la Medway. Le père de Drake place son fils Francis — alors âgé de 12 ou 13 ans — comme apprenti auprès de son voisin, le maître d'une barque utilisée pour le cabotage et le commerce à destination de la France et de la Hollande. Le capitaine du navire, célibataire et sans enfant, était si satisfait de Drake qu'il décide de lui léguer son outil de travail à sa mort. C'est alors que Drake devient le propriétaire de la barque à seulement 20 ans.

## Ses débuts de corsaire
Âgé de 23 ans, Drake effectue son premier voyage aux Amériques, naviguant en compagnie de son cousin issu de germain, Sir John Hawkins, sur l'un des bâtiments de la flotte possédée par la famille de ce dernier, les Hawkins établis à Plymouth. Cette flotte se rend d'Angleterre en Afrique pour y acheter des esclaves et les revendre dans les colonies du Nouveau Monde. En 1568, Drake navigue à nouveau en compagnie de la flotte des Hawkins lorsque cette dernière est enfermée par les Espagnols dans le port de San Juan de Ulúa. Drake et Hawkins parviennent à s'échapper de justesse.
À la suite de cette défaite, Drake jure de prendre sa revanche. Il effectue deux autres voyages dans les Antilles, en 1570 et 1571, dont on sait peu de choses.
En 1572, il embarque pour sa première entreprise indépendante. Il envisage une attaque sur l'isthme de Panama, connu chez les Espagnols sous le nom de Tierra Firme et par les Anglais sous celui de Spanish Main (en). C'est à cet endroit que l'or et l'argent pillés au Pérou étaient acheminés pour y être envoyés en métropole à bord de galions composant la flotte des Indes. Drake quitte Plymouth le 24 mai 1572, avec un équipage de 73 hommes répartis sur deux petits bâtiments, le Pascha (de 70 tonneaux) et le Swan (de 25 tonneaux), pour capturer la ville de Nombre de Dios et de Venta-de-Cruz situées sur la côte orientale de l'isthme de Panama.
Grâce à l'aide d'esclaves marrons du Panama, il lance un premier raid à la fin du mois de juillet 1572. Drake capture la ville et ses trésors. Lorsque ses hommes s'aperçoivent que Drake saignait abondamment d'une blessure qu'il avait reçue, ces derniers préfèrent battre en retraite et abandonner leur trésor pour sauver la vie de leur capitaine (la véracité de cet épisode est toutefois sujette à caution). Drake se rétablit et reste pendant près d'un an dans la région, attaquant plusieurs bâtiments espagnols et cherchant à prendre un galion.
En 1573, il se joint à Guillaume Le Testu, un explorateur et cartographe français, pour attaquer un convoi de mules richement chargé. Drake et son allié réalisent, une fois le convoi pris, que celui-ci contient vingt tonnes d'argent et d'or. Ils en enterrent une partie, ce poids de métal étant trop important pour qu'ils puissent tout rapporter jusqu'à leurs bâtiments (un récit de cet événement pourrait avoir donné naissance à des récits de pirates et de trésors enfouis)[réf. nécessaire]. Blessé, Le Testu est capturé par les Espagnols et par la suite décapité. Le petit groupe d'aventuriers rapporte autant d'or et d'argent que possible à travers les trente kilomètres de jungle montagneuse qui les séparaient de la mer. Lorsqu'ils atteignent la côte, ils n'aperçoivent plus leurs bateaux. Drake et ses hommes, abattus, fatigués et affamés, n'avaient nulle part où aller et se savaient recherchés par les Espagnols.
Drake rassemble ses hommes, leur ordonne d'enterrer le trésor à proximité de la plage et de construire un radeau afin qu'il puisse parcourir, en compagnie de deux volontaires, les quinze kilomètres de côtes balayées par les vagues et rallier l'endroit où il avait laissé son vaisseau amiral. Lorsque Drake finit par atteindre ce dernier et qu'il monte sur le pont, les hommes qui étaient restés à bord sont frappés par sa mine défaite. Ne voyant pas le reste des hommes restés sur la plage et craignant le pire, ils lui demandent comment s'était déroulé le raid. Ne pouvant résister à la tentation de leur faire peur, Drake feint dans un premier temps l'abattement, avant de se mettre à rire et de sortir de sous son habit un collier espagnol en or et de s'exclamer « Notre voyage est réussi, les gars ! ». Le 9 août 1573, ils atteignent à nouveau Plymouth. La reine Élisabeth est alors en pleine négociation avec le roi d'Espagne Philippe II qui offre une récompense de 20 000 ducats soit environ 4 millions de £ pour sa capture mort ou vif. Philippe fait pression sur la reine pour qu'elle lui livre son protégé, aussi ce dernier disparaît entre 1573 et 1575, année où il réapparaît en Irlande au service de Walter Devereux, comte d'Essex. En 1575, la reine qui pressent une guerre ouverte avec les Espagnols le rappelle à Londres.

## Circumnavigation de 1577-1580

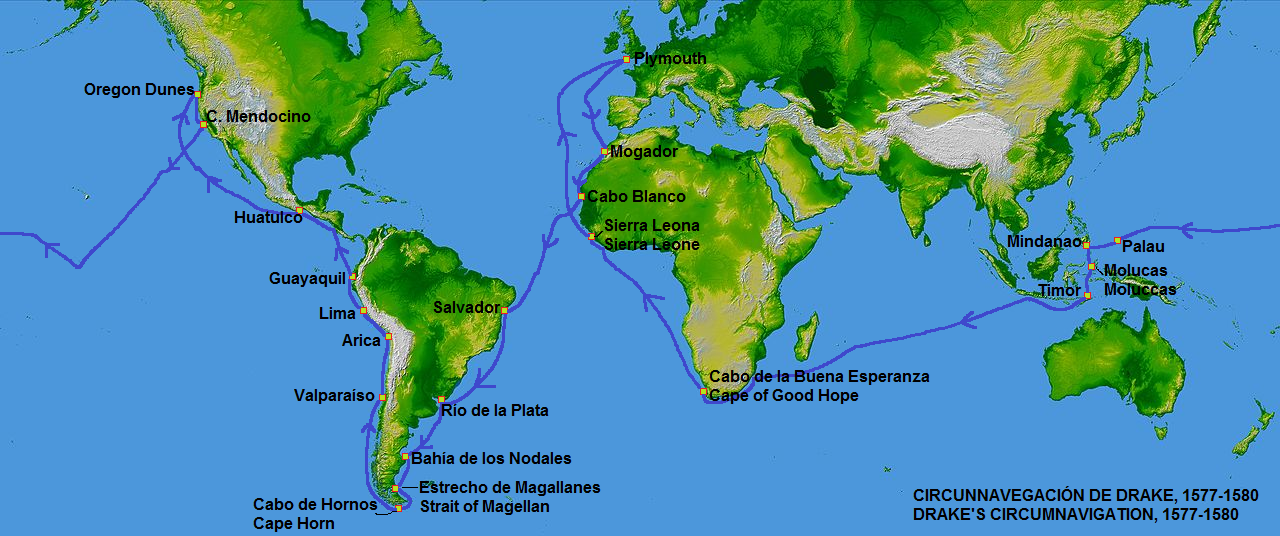
Une carte du trajet suivi lors de l'expédition de Drake autour du monde.

Grâce aux succès de son raid contre les possessions espagnoles dans l'isthme de Panama, la reine Élisabeth Ire fournit à Drake des lettres de marque et lui demande de monter une expédition contre les établissements espagnols situés sur la côte pacifique de l'Amérique du Sud.
Drake commence sa circumnavigation en longeant les côtes européennes puis la côte occidentale de l'Afrique. La flotte traverse ensuite l'océan Atlantique pour atteindre la partie australe de l'Argentine et remonte les côtes américaines jusqu'à San Francisco pour ensuite traverser le Pacifique jusqu'en Indonésie. Il termine son tour du monde en passant sous l'Afrique pour remonter jusqu'en Europe. Il s'agit de la deuxième circumnavigation de l'histoire après la flotte de Magellan, Drake étant le premier capitaine à terminer le tour du monde, puisque Magellan a été tué dans le Pacifique.

### Traversée de l'Atlantique

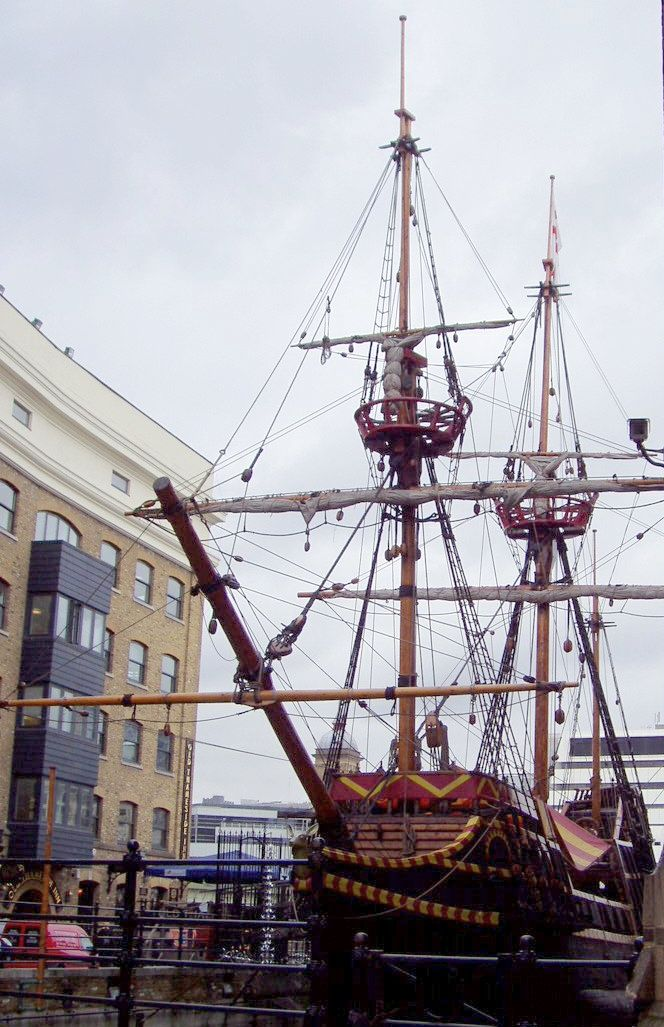
Une réplique du Golden Hind.

L'expédition est composée de cinq navires — le Pelican, l'Elizabeth, le Christopher, le Swan et le Benedict — emportant 164 hommes. Francis Drake est à bord du Pelican. La flotte embarque de Plymouth le 15 novembre 1577 mais est prise dans une tempête. Elle est contrainte de trouver refuge à Falmouth, avant de rentrer à Plymouth pour être réparée.
À peine partis, ils arraisonnent un navire espagnol. Le 30 janvier 1578, au large des îles du Cap-Vert, les Anglais capturent deux navires portugais dont le plus gros, le Santa Maria, est rebaptisé par Drake le Mary et est ajouté à l'expédition, avec son capitaine, Nuno da Silva, un homme possédant une grande expérience des eaux sud-américaines.
Lors de la traversée de l'Atlantique, la flotte est prise dans une violente tempête. Le Christopher et le Swan sont sabordés ; les deux navires n'ayant plus assez d'hommes pour les manœuvrer. Le 18 juin 1578, la flotte arrive dans la baie de San Julián en Patagonie. Fernand de Magellan y avait fait exécuter des mutins, plus d'un demi-siècle auparavant. Drake et ses hommes aperçoivent les sinistres gibets espagnols d'où pendent encore des squelettes blanchis par les éléments[réf. nécessaire]. Suivant l'exemple de Magellan, Drake fait juger Thomas Doughty et le condamne à mort pour mutinerie. Le Mary, jugé en trop mauvais état, est brûlé. Pendant cette escale, le Pelican est rebaptisé Golden Hind. Drake prend la décision de passer l'hiver (mai– août 1578) dans la baie de San Julián avant de tenter le passage du détroit de Magellan. Le 20 août 1578, les trois navires rescapés abordent le détroit, dont la traversée dure seize jours. Au sud de la Terre de Feu, le passage de Drake, ouvert en 1616, est ainsi dénommé en son honneur.

### Remontée du Pacifique
À la sortie du détroit de Magellan, les navires sont pris dans une nouvelle tempête interminable dans l'océan Pacifique. Le Benedict est perdu et coule ; le Golden Hind (navire commandé par Drake) est séparé de l’Elizabeth, poussé par un vent violent, et est déporté vers le sud, ce qui lui permet d'infirmer la présence d'un continent austral à ces latitudes. Il fait la découverte d'îles que Drake baptise île Elizabeth (en), en hommage à sa souveraine. Drake, comme d'autres navigateurs avant lui, atteint probablement 55° de latitude sud (d'après les données astronomiques citées par Richard Hakluyt dans son ouvrage The Principall Navigations, Voiages and Discoveries of the English Nation de 1589) le long des côtes chiliennes.
Contrairement aux légendes populaires, il est improbable que Drake ait atteint le cap Horn ou le passage qui porte son nom, les descriptions des environs qu'il rapporte à son retour en Angleterre ne correspondant pas à ces lieux et ses hommes affirmant n'avoir pas vu de mer ouverte dans ces parages. Le premier rapport mentionnant sa découverte d'un bras de mer situé au sud de la Terre de Feu n'apparaît qu'après la publication en 1618 du récit du voyage de Willem Schouten et de Jacob Le Maire autour du cap Horn en 1616.
À la recherche de l’Elizabeth, le Pelican, désormais renommé Golden Hind en hommage à Sir Christopher Hatton (et d'après son blasonnement), remonte la côte ouest de l'Amérique du Sud (l’Elizabeth est en fait retourné en Angleterre repassant par le détroit de Magellan). Plusieurs navires espagnols sont capturés et Drake utilise les cartes qu'il trouve à bord, bien plus précises que celles dont il disposait. Le 25 novembre 1578, Drake fait escale à l'île Mocha, où l'équipage peut réparer les dégâts. Lors de l'exploration de l'île, les marins sont attaqués par des indiens Mapuches et Drake est blessé au visage. Drake capture ensuite un navire rempli de vin chilien.

### Capture des trésors espagnols
Le 25 décembre 1578, le navire arrive à Valparaíso, où ils trouvent amarré le navire espagnol, le Grand Captain. Le butin avoisine les 25 000 pesos d'or péruviens représentant 37 000 ducats (soit l'équivalent de 7 millions de £). Arrivé à Callao le 13 février 1579, Drake met le port à sac, emportant 4 000 ducats d'or, avant d'apprendre la présence du Nuestra Señora de la Concepción que Drake surnomme le « Cagafuego » (littéralement « chie feu ») et de se lancer à sa poursuite ; il le rattrape dans la nuit de 1er mars 1579 et le prend. À bord, ses hommes trouvent 36 kg d'or pur, un crucifix en or, 200 000 livres de joyaux et de pierres précieuses, treize coffres remplis de réaux d'argent et 26 tonnes d'argent. Le contenu du navire espagnol était estimé à 400 000 pesos. Drake est si content de sa bonne fortune qu'il décide de dîner avec l'équipage du galion capturé. Les prisonniers espagnols sont débarqués peu de temps après. Drake fait remettre, à chacun d'entre eux, un cadeau proportionnel à son rang, ainsi qu'une lettre de sauf-conduit.

### Côtes de la Californie: la Nouvelle-Albion (1579)
Avec toutes ces richesses à son bord, Drake décide de rentrer en Angleterre. Il prend la décision de passer par l'hypothétique passage du Nord-Ouest, contrairement à l'avis de da Silva préconisant de traverser le Pacifique. Le navire serait monté jusqu'au site actuel de l'île de Vancouver voire possiblement en Alaska. Finalement, le 26 mai 1579, devant le mauvais temps, particulièrement glacial, il fait demi-tour.

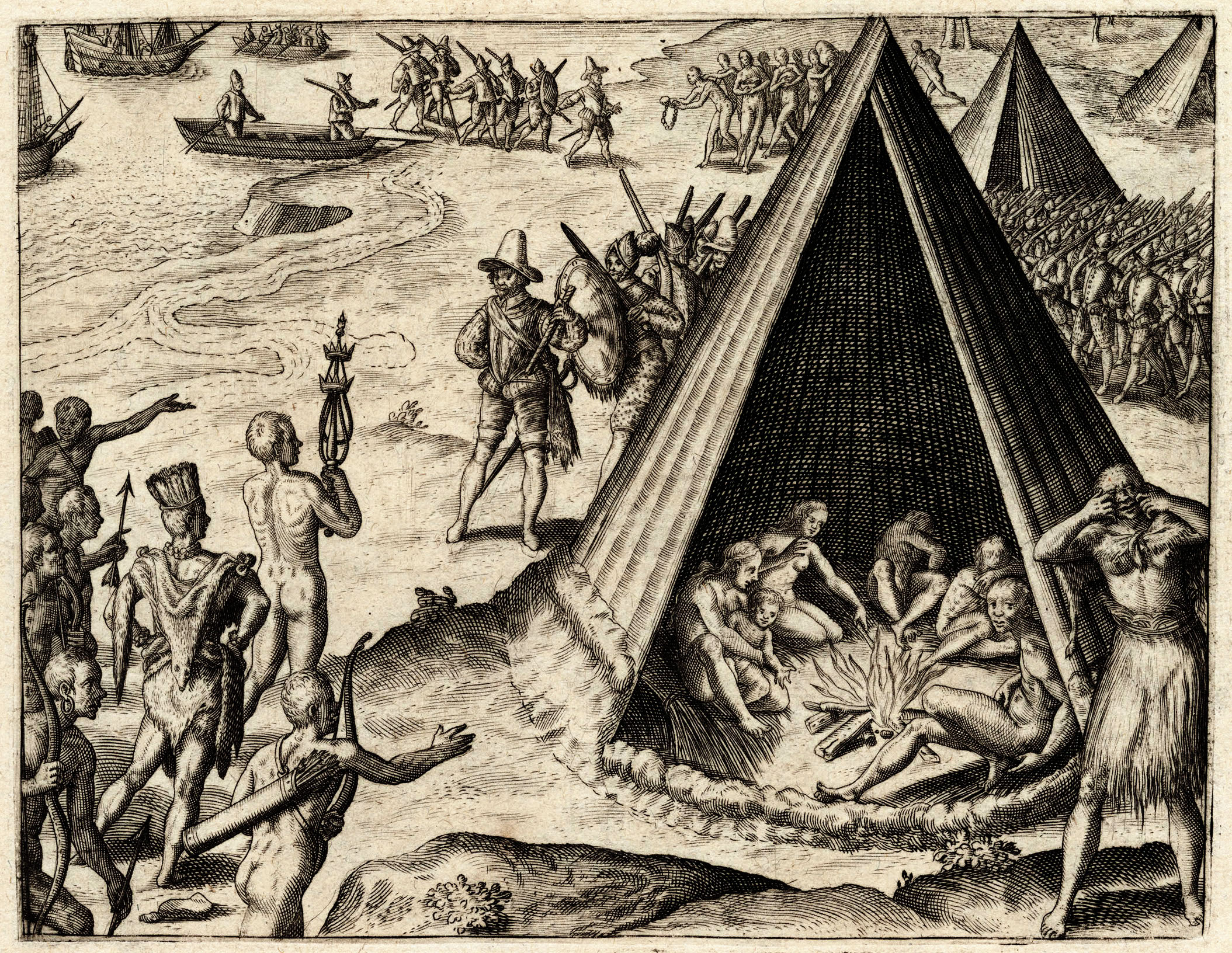
Drake débarquant en Californie, gravure publiée en 1590 par Théodore de Bry.

Le 17 juin 1579, Drake accoste quelque part au nord de la possession espagnole la plus septentrionale d'Amérique du Nord, Point Loma en Alta California. Il trouve un bon port, débarque, répare et réapprovisionne ses navires (son navire), il peut rester sur place assez longtemps grâce à ses relations amicales avec les Amérindiens vivant aux alentours. Drake prend possession de cette terre, au nom de la Sainte Trinité et pour le compte de la couronne d'Angleterre, à laquelle il donne le nom latin de Nouvelle-Albion (Albion étant l'ancien nom donné à la Grande-Bretagne à partir du VIIIe siècle) car la côte de falaises blanches ressemble à celles du sud de l'Angleterre. Certains historiens ont affirmé que Drake avait laissé une partie de ses hommes sur place, afin de former l'embryon d'une « colonie », mais ces hypothèses ont depuis été abandonnées.
Le lieu précis du havre où Drake et ses hommes avaient débarqué est gardé secret afin d'éviter que les Espagnols n'essaient de s'y établir et plusieurs des cartes établies par Drake ont ainsi été volontairement faussées. Tous les témoignages directs de ce voyage, y compris les journaux de bord, peintures et cartes, seront perdus dans l'incendie du palais de Whitehall en 1698. Une plaque de bronze inscrite d'un texte proclamant la prise de possession par Drake de ces nouvelles terres – Drake's Plate of Brass (en) – conformément au récit connu, est découverte dans le comté de Marin, en Californie avant d'être reconnue comme étant un faux. Selon certains, Drakes Bay, en Californie, est le lieu de débarquement de Drake où a été établie la Nouvelle-Albion, et a été officiellement reconnu comme tel en étant classé National Historic Landmark ; mais de nouvelles découvertes prouveraient que ce lieu serait à Nehalem Bay (en) en Oregon.

### Traversée du Pacifique et contournement de l'Afrique
Le 23 juillet 1579, le navire quitte la colonie et traverse l'océan Pacifique, car la route du retour par le détroit de Magellan est infestée de galions espagnols. Le 30 septembre, ils arrivent aux îles des Voleurs (actuellement nommées îles Mariannes, ou Mariana islands), puis le 3 novembre aux Moluques — un groupe d'îles situées au sud-ouest du Pacifique en actuelle Indonésie — où ils peuvent acheter des épices recherchées. Le 18 janvier 1580, le Golden Hind heurte un récif au large des Célèbes. L'équipage attend pendant trois jours une marée favorable et est contraint d'alléger le navire en jetant des marchandises à la mer. Se liant d'amitié avec un sultan local, Drake et ses hommes participent à des intrigues avec les Portugais présents sur place. Le navire peut finalement repartir et il atteint Java le 12 mars. Le 15 juin, il passe le cap de Bonne-Espérance, le 22 juillet, il atteint la Sierra Leone.

### Retour à Plymouth (1580)
Le 22 août 1580, le Golden Hind parvient aux îles Canaries, et le 26 septembre, il atteint enfin Plymouth en Angleterre, avec 59 survivants à bord. Le navire est rempli d'épices et des trésors espagnols capturés en Amérique du Sud. La part revenant à la reine, soit la moitié de la valeur de la cargaison du navire, surpasse alors le reste des revenus de la couronne pour l'année 1580. Drake est célébré comme étant le premier commandant d’une flotte à effectuer une circumnavigation (et le deuxième commandant de navire à effectuer un tel voyage et à revenir avec au moins un navire intact, après Juan Sebastián Elcano en 1520, survivant de l'expédition de Magellan, ce dernier étant mort en route).
La reine Élisabeth Ire d'Angleterre ordonne que tous les récits écrits du voyage de Drake lui soient remis et qu'ils deviennent des « secrets du Royaume ». Drake et l'ensemble des participants au voyage doivent jurer de garder le secret sur ce qu'ils ont vu, sous peine de mort. La reine tente ainsi de cacher les exploits de Drake aux yeux de l'Espagne. Drake se présente devant la reine avec des bijoux commémorant sa circumnavigation : de l'or émaillé, pris au large des côtes du Mexique, un diamant africain et un bateau miniature avec une coque en bois d'ébène.
En retour, la reine offre à Drake un bijou représentant son portrait, un présent extraordinaire pour un roturier. Drake l'arbore ensuite fièrement sur le portrait qu'il commande en 1591 à Marcus Gheeraerts actuellement exposé au National Maritime Museum de Greenwich. Ce bijou comporte sur l'une des faces un portrait de la reine Élisabeth réalisé par le miniaturiste Nicholas Hilliard, et sur l'autre un camée en sardonyx représentant un double portrait : une reine et un homme africain. Le « Drake Jewel », nom sous lequel le bijou est aujourd'hui connu, est l'un des rares bijoux subsistants du XVIe siècle ; il est conservé au Victoria and Albert Museum, à Londres.

## Drake, fait chevalier, reçoit des armes

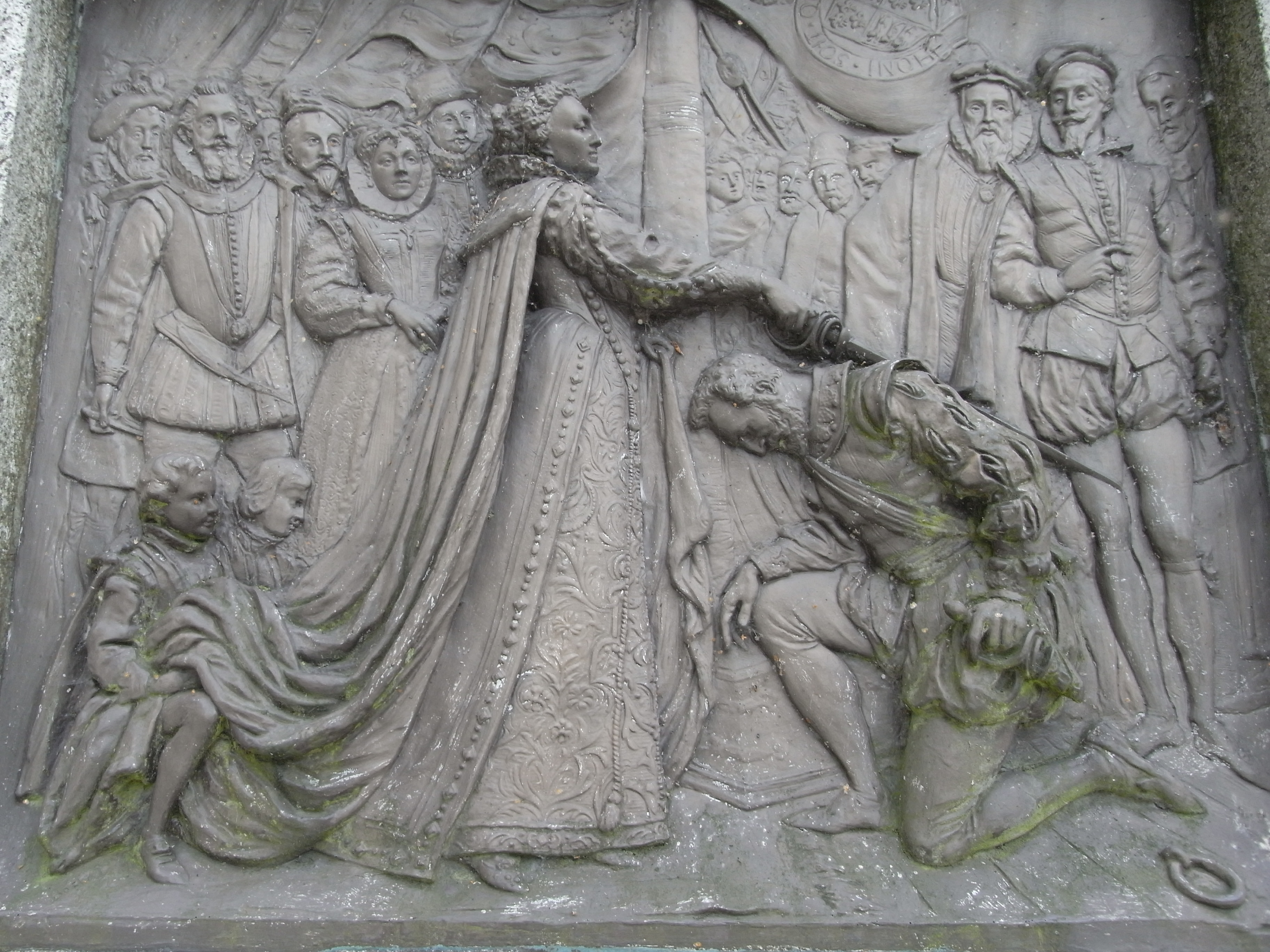
Drake est adoubé chevalier par la reine Élisabeth. Plaque de bronze par Joseph Boehm, 1883, sur la base de la statue de Drake, Tavistock.

Le 4 avril 1581, Élisabeth Ire monte à bord du Golden Hind, alors à quai à Deptford, et demande au diplomate français, monsieur de Marchaumont, de prêter son épée pour adouber Drake ; Marchaumont se trouvant sur place pour négocier le mariage entre Élisabeth et le frère du roi de France, le duc d'Anjou,. En impliquant un diplomate français dans l'adoubement de Drake, Élisabeth obtient le soutien implicite de la France concernant les agissements de Drake,. Les historiens de l'ère victorienne, par souci nationaliste, attribuent l'adoubement, à Élisabeth Ire .

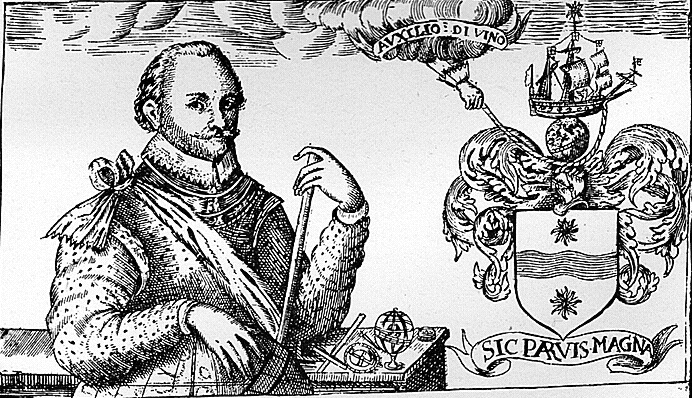
Sir Francis Drake représenté avec son nouveau blasonnement héraldique, avec la devise : Sic Parvis Magna, que l'on peut traduire littéralement par : « La grandeur vient des débuts modestes ». La main qui descend des nuages porte la mention Auxilio Divino, ou « Avec l'aide de Dieu ».

Après avoir été fait chevalier, Drake adopte unilatéralement les armoiries d'une ancienne famille originaire du Devon, les Drake of Ash, près de Musbury, avec qui il s'affirmait un lien de parenté. Les armes de cette famille était : D'argent au vouivre de gueule, et le cimier : un bras dextre tenant une hache de sable, au tranchant d'argent. Le chef de la famille Drake, Sir Bernard Drake (en) (mort en 1586), lui aussi éminent navigateur, s'opposa violemment à ce que Sir Francis Drake se prétende de sa famille et s'approprie ses armoiries. Au cours de la dispute qui s'ensuit, Bernard Drake soufflette Francis Drake devant la Cour, évènement relaté par John Prince (en) dans son Worthies of Devon (1697). La reine Élisabeth, soucieuse d'apaiser le différend, attribue à Sir Francis Drake ses propres armoiries, blasonnées comme suit :

« Sable a fess wavy between two pole-stars [Arctic and Antarctic] argent ; and for his crest, a ship on a globe under ruff, held by a cable with a hand out of the clouds ; over it this motto, Auxilio Divino ; underneath, Sic Parvis Magna ; in the rigging whereof is hung up by the heels a wivern, gules, which was the arms of Sir Bernard Drake. »

— Prince, Worthies of Devon (1697)
Néanmoins, Drake continua à composer ses nouvelles armoiries avec la vouivre de gueule.

## Carrière politique
En septembre 1581, Drake devient maire de Plymouth et est élu Member of Parliament la même année, pour représenter une circonscription inconnue (peut-être Camelford), puis à nouveau en 1584 pour représenter Bossiney et enfin pour Plymouth en 1593.

## Acquisition deBuckland Abbey
Vers 1580, grâce au butin amassé, Drake fait l'acquisition pour 3 900 livres de Buckland Abbey, un vaste manoir construit en 1278 par des cisterciens, situé à proximité de Yelverton (en) dans le Devon. Il vivra sur place pendant quinze ans, jusqu'à son dernier voyage et le manoir restera dans sa famille pendant plusieurs générations après sa mort. Ravagée par un incendie en 1946, la propriété est acquise par le National Trust qui en fait un musée consacré au corsaire, ouvert en 1951.
La conservation de Buckland Abbey est aujourd'hui confiée au National Trust et de nombreux aspects de la vie de Drake sont exposés à l'attention des visiteurs.

## La guerre anglo-espagnole de 1585 à 1604
En 1585, la guerre éclate entre l'Espagne et l'Angleterre. Drake met les voiles en direction du Nouveau Monde, met à sac le port de Saint-Domingue et capture la ville (en) de Carthagène des Indes (en actuelle Colombie). Le 6 juin 1586, alors qu'il était sur le retour vers l'Angleterre, il lance un raid sur le fort espagnol de San Augustín en Floride espagnole. Ces attaques encouragent le roi Philippe II d'Espagne à ordonner la planification d'une invasion de l'Angleterre.

### Le raid de Cadix
Dans une attaque préventive, Drake « fait roussir les poils de barbe du Roi d'Espagne » en conduisant une flotte jusque dans les ports de Cadix et de La Corogne, deux des principaux ports du royaume, et en les occupant quelques mois. À Cadix, il détruit 37 navires marchands. L'attaque retardera la tentative d'invasion espagnole d'un an. Un mois plus tard, Drake patrouille le long des côtes ibériques entre Lisbonne et le cap Saint-Vincent, interceptant et détruisant des navires de ravitaillement espagnols. Drake estime, dans ses rapports, qu'il a capturé environ 1 600 à 1 700 tonnes de douelles de tonneaux, assez pour bâtir 25 000 à 30 000 barils (4 800 m3) de provisions.

### La défaite de l'Invincible Armada

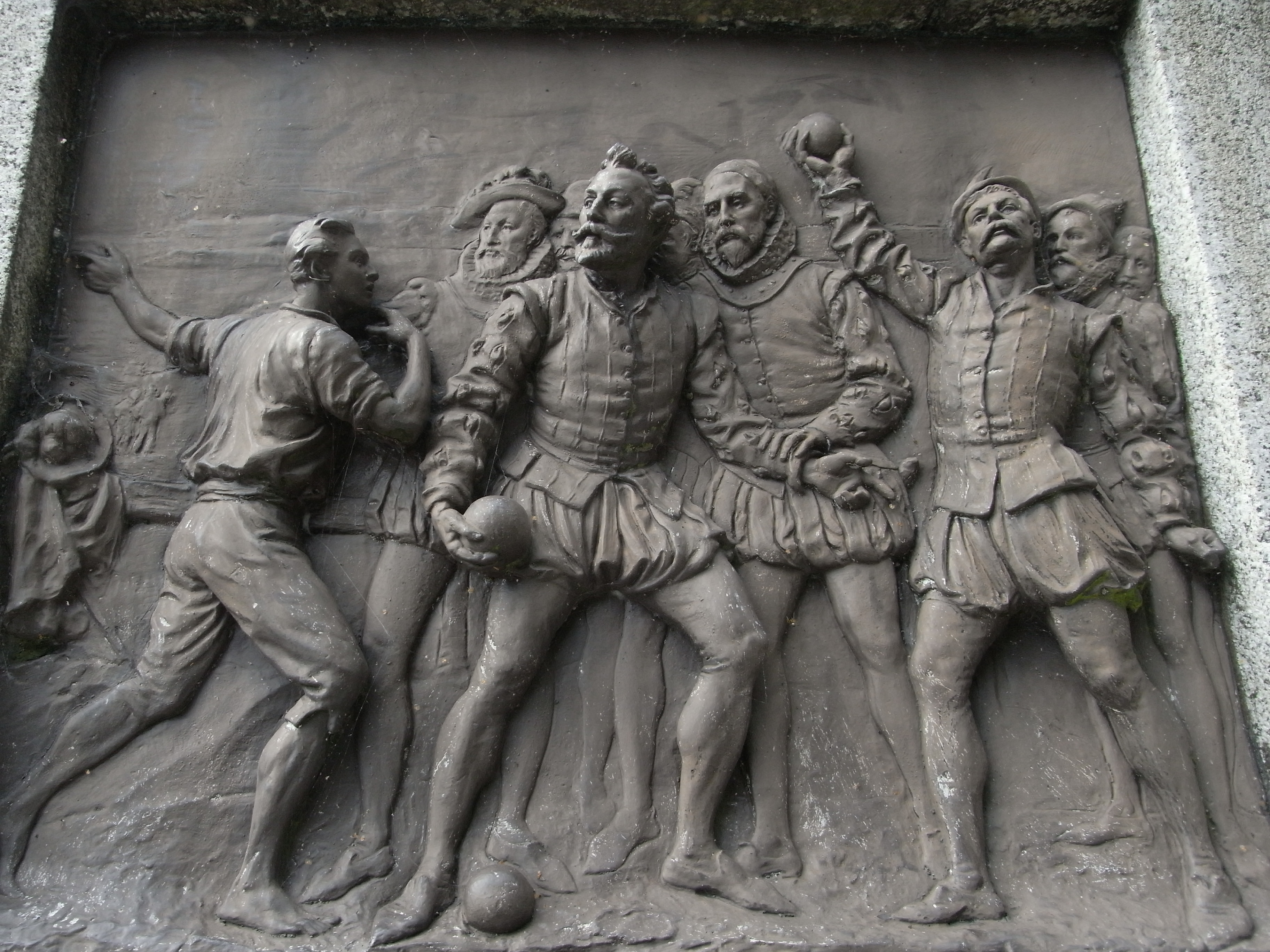
Sir Francis Drake jouant aux boules sur le ' est informé de l'approche de l'Armada espagnole. Plaque de bronze de Joseph Boehm, 1883, à la base de la statue de Drake située à Tavistock.

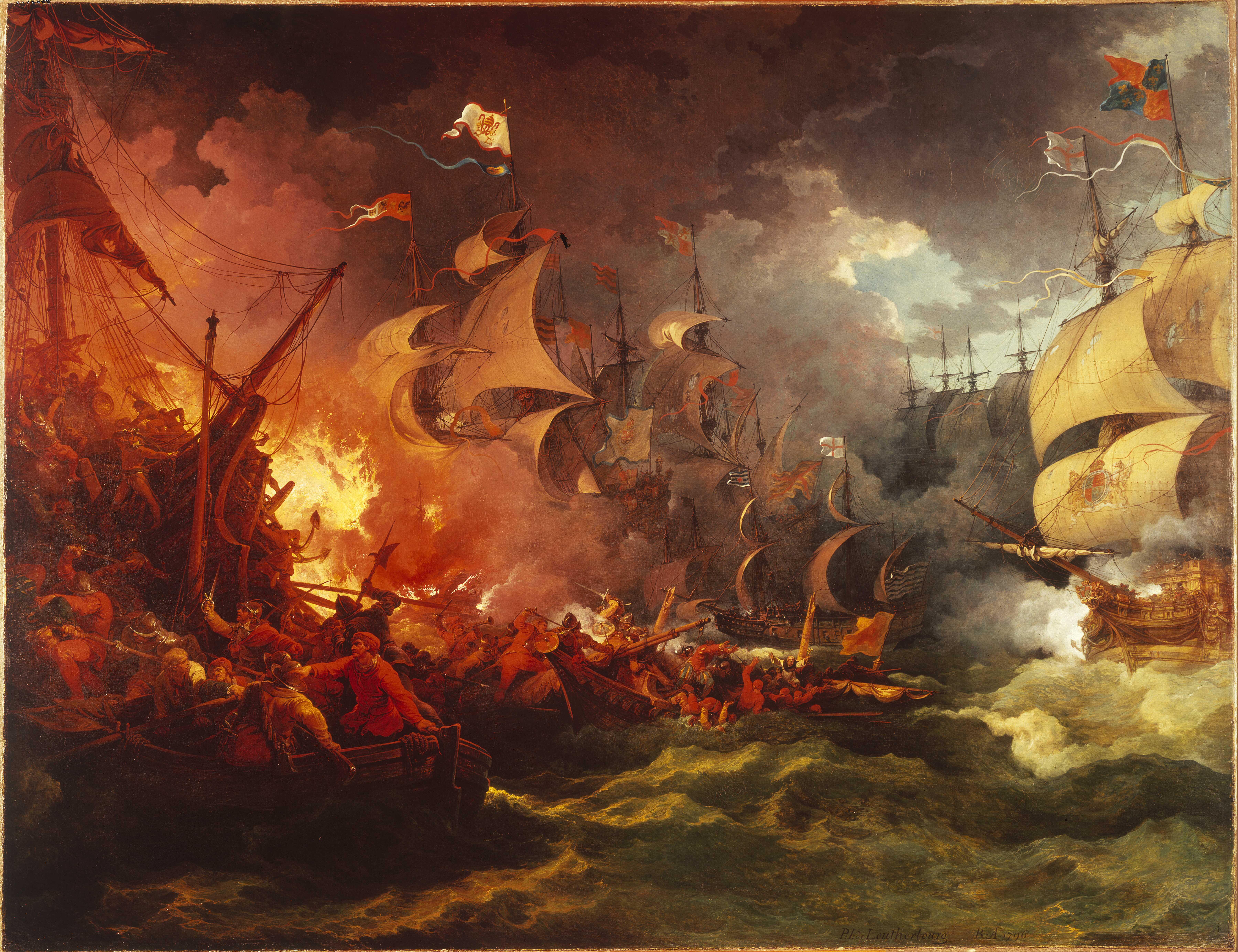
Philippe-Jacques de Loutherbourg (1740–1812) : L'Invincible Armada.

Drake est vice admiral, aux commandes de la flotte anglaise, sous les ordres de lord Howard of Effingham, lorsque celle-ci repousse l'Armada espagnole dans sa tentative d'invasion de l'Angleterre en 1588. Alors que la flotte anglaise poursuivait l'Armada dans la Manche à la tombée du jour, Drake sort de la ligne et capture le galion espagnol Rosario, avec à son bord l'amiral Pedro de Valdés (es) et tout l'équipage. Le galion espagnol transportait des fonds importants pour financer les armées espagnoles combattant aux Pays-Bas espagnols. Drake, dont le vaisseau montrait le chemin au reste de la flotte anglaise au moyen d'une lanterne, disperse involontairement sa propre flotte durant la nuit en éteignant la lanterne au moment de donner l'assaut au galion.
Dans la nuit du 29 juillet, après concertation avec Howard, Drake lance un brûlot en direction de la flotte espagnole alors stationnée à Calais, obligeant la plupart des capitaines espagnols à briser leur formation et à sortir du port pour regagner la pleine mer. Le lendemain, Drake est présent à la bataille de Gravelines. Il écrit les mots suivants à l'amiral Henry Seymour en arrivant à hauteur de l'Armada espagnole, alors qu'il se trouvait à bord du Revenge le 31 juillet 1588 (21 juillet 1588 O.S.) :

« Coming up to them, there has passed some common shot between some of our fleet and some of them ; and as far as we perceive, they are determined to sell their lives with blows. »

Traduction : « En s'approchant d'eux, il y eut quelques tirs entre notre flotte et la leur; et pour autant que nous le percevons, ils sont déterminés à défendre leur vie coups pour coups. »
Il est alors accompagné d'autres marins célèbres de son temps : John Hawkins, Martin Frobisher, et Walter Raleigh.
La plus célèbre anecdote à propos de Drake (bien que celle-ci soit probablement apocryphe) veut qu'il ait été en train de jouer aux boules sur le Plymouth Hoe (en) lorsque l'on vint lui annoncer l'approche des Espagnols et qu'il répondit qu'il avait tout le temps de finir son jeu avant d'aller battre les Espagnols. Il n'existe pas de témoin direct ayant relaté ces propos qui apparaissent pour la première fois dans un récit imprimé 37 ans après les faits. Le délai que la flotte anglaise mit à prendre la mer s'explique avant tout par des vents et des courants contraires, alors que les Espagnols continuaient d'approcher. Il est possible que les récits populaires aient préféré interpréter cela comme une marque de flegme de la part de Drake.

### L'expédition Drake-Norreys
En 1589, un an après la défaite de l'Invincible Armada, Drake et Sir John Norreys se voient confier trois tâches. Premièrement, ils reçoivent l'ordre de se mettre à la recherche et de détruire les vaisseaux espagnols qui avaient réussi à s'échapper ; deuxièmement, ils devaient soutenir les rebelles qui, à Lisbonne, s'opposaient au roi Philippe II (alors roi d'Espagne et de Portugal) ; et, troisièmement, ils devaient si possible capturer les Açores. Drake et Norreys détruisent quelques bâtiments dans le port de La Corogne au nord-ouest de l'Espagne mais perdent plus de 12 000 hommes et 20 navires[réf. nécessaire] au cours de l'expédition. Ces pertes retardent Drake et le contraignent à abandonner la chasse aux navires espagnols et à se diriger directement vers Lisbonne.
L'année suivante, il tenta sans succès de reconquérir le Portugal pour Antoine du Portugal, prieur de Crato. En 1595, il enleva aux Espagnols, en Amérique, Santa Marta et Rio-de-la Hacha ; mais il échoua dans l'attaque de Panama.

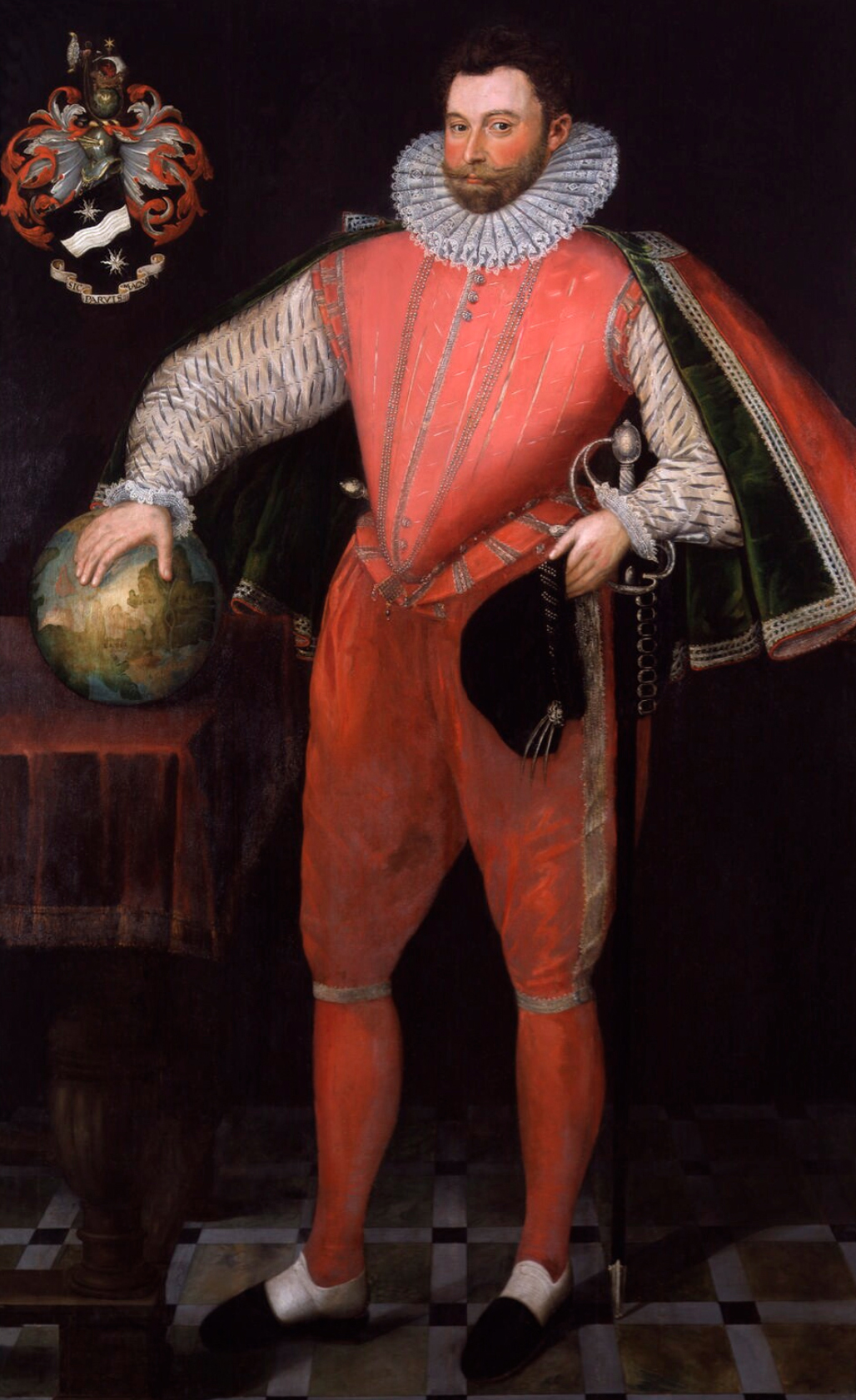
Portrait réalisé vers 1581, probablement par un artiste qui n'a jamais vu Drake, a peut-être été copié à partir de la miniature de Nicholas Hilliard — on notera la chemise qui est similaire[réf. nécessaire] et le corps dont les proportions semblent exagérées. National Portrait Gallery.
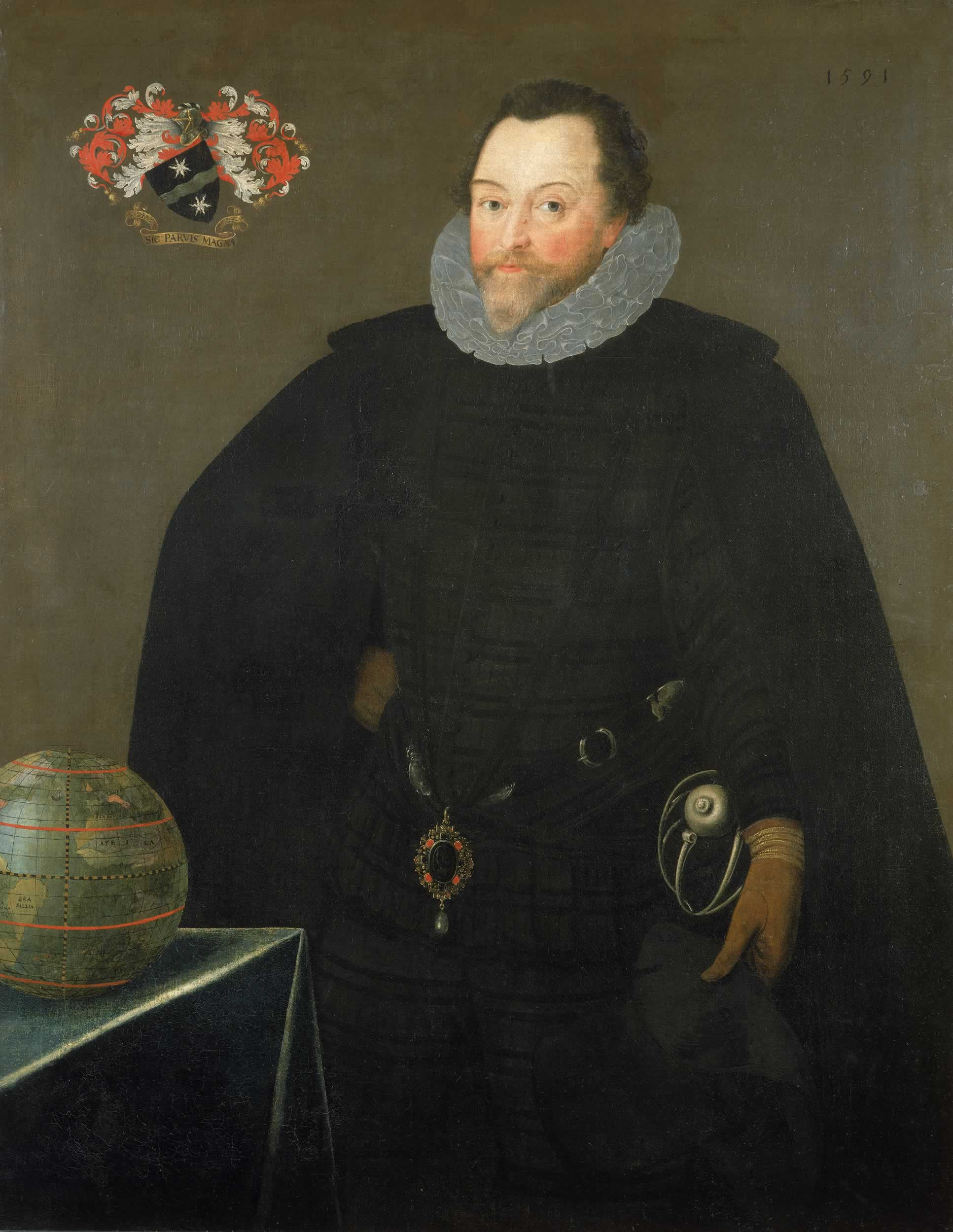
Portrait de Francis (1591), par Gheeraerts le Jeune, portant le « Drake Jewel » suspendu à un ruban, et arborant ses nouvelles armoiries[41].
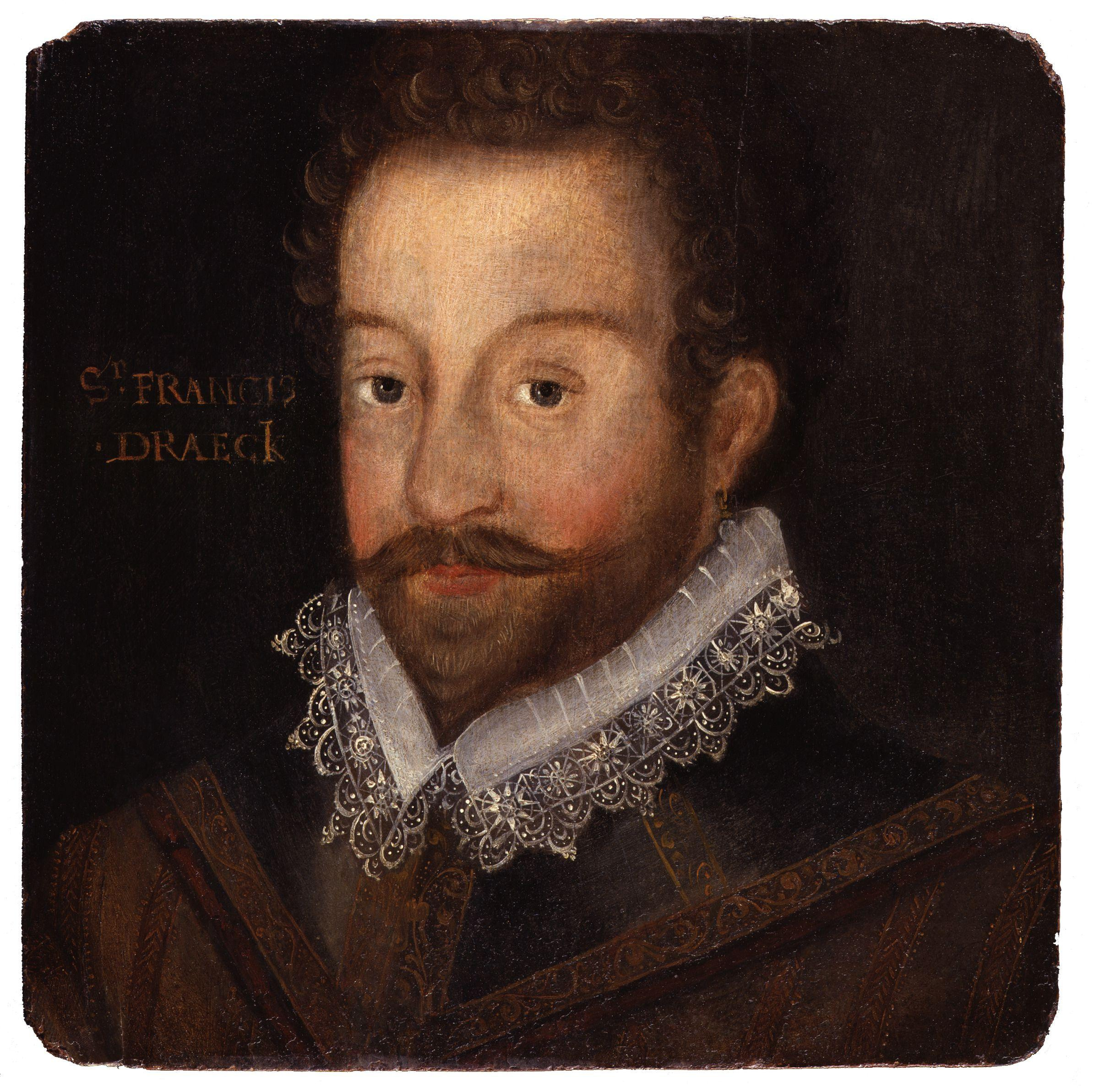
Portrait par Jodocus Hondius.
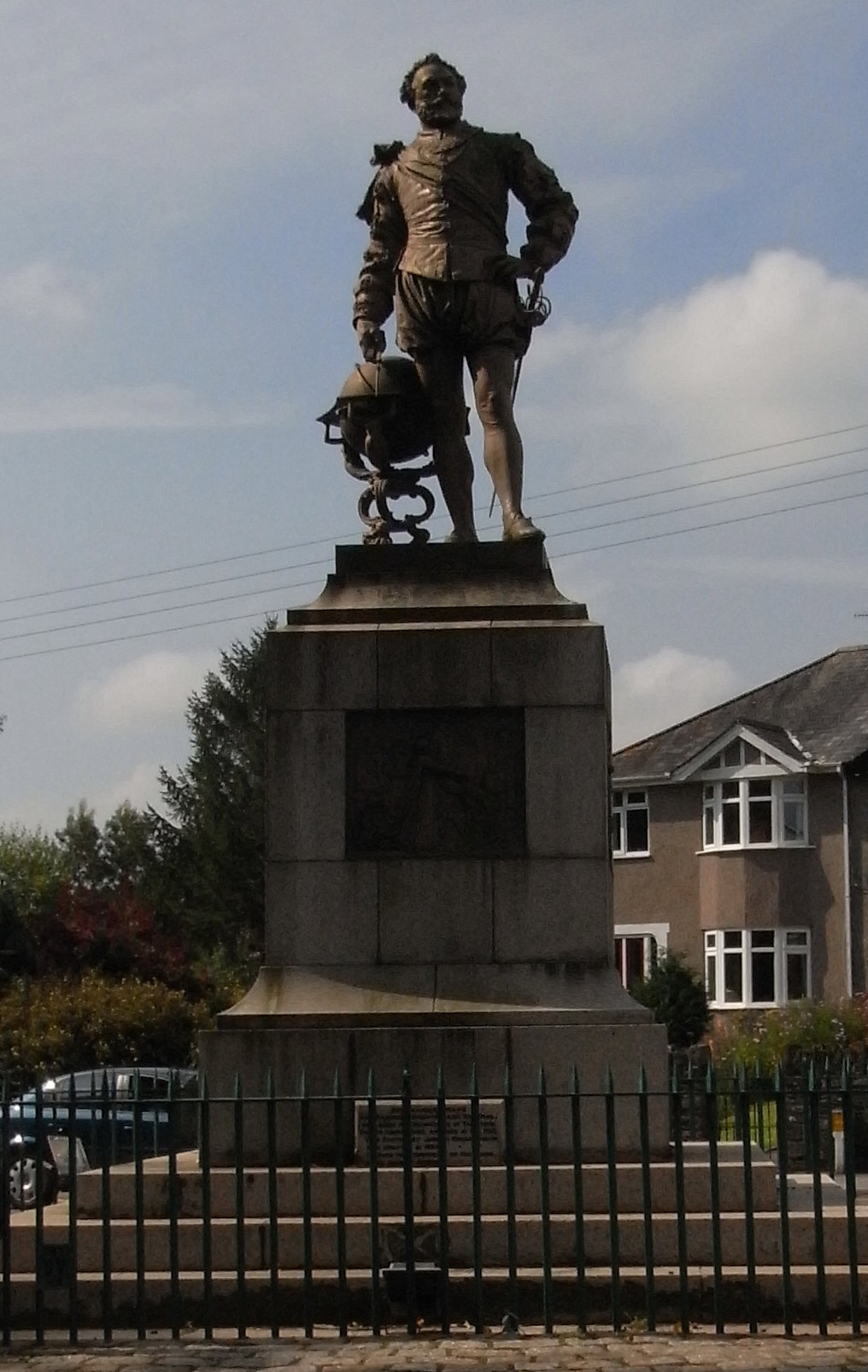
Statue de Drake dans sa ville natale de Tavistock (Devon), par Joseph Boehm.

## Dernières années

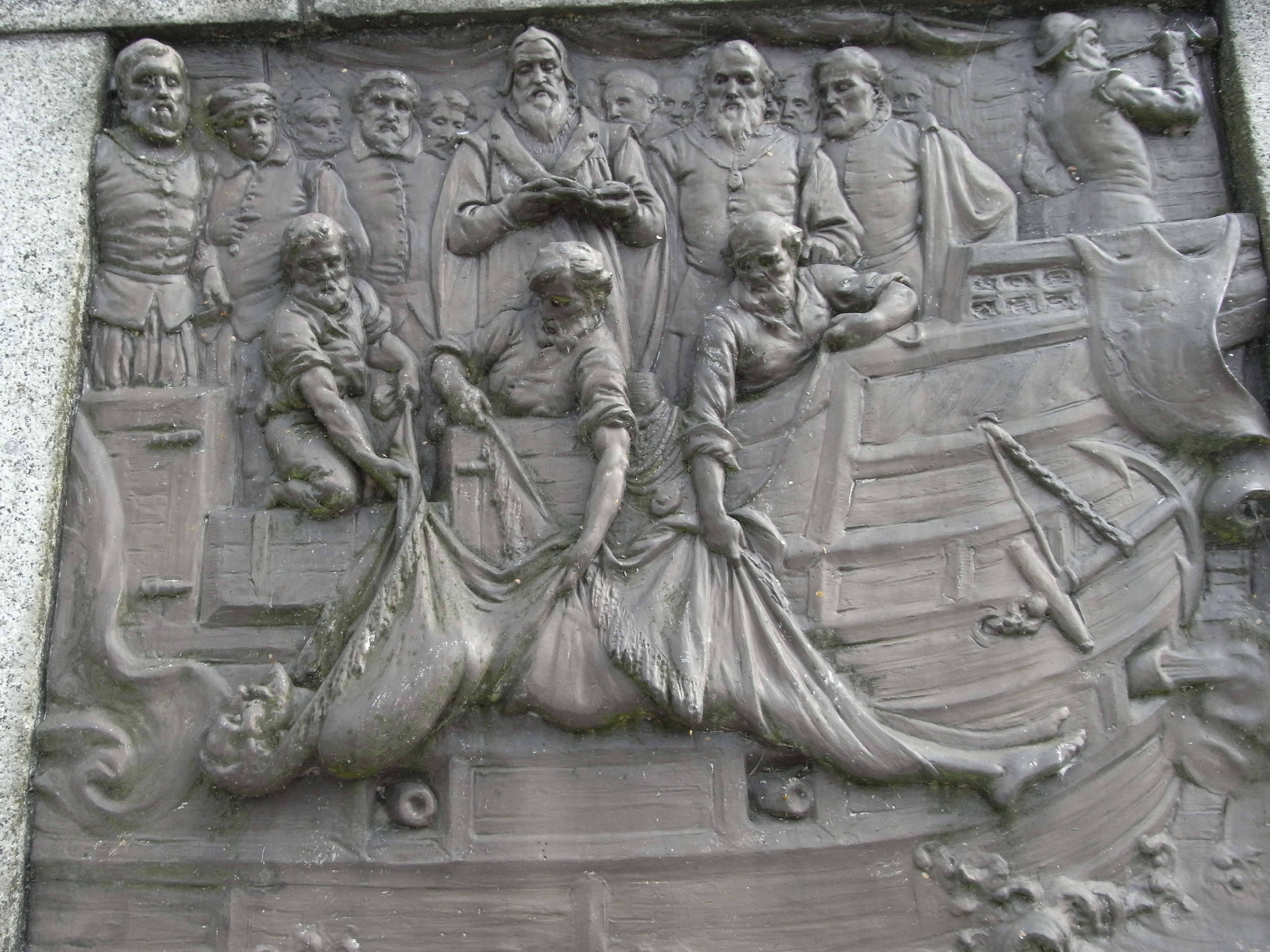
L'immersion du corps de Drake au large de Portobelo. Plaque de bronze de Joseph Boehm, 1883, à la base de la statue de Drake de Tavistock.

Drake poursuit sa carrière maritime au delà de l'âge de cinquante ans. En 1595, il ne peut s'emparer du port de Las Palmas et, après une campagne désastreuse menée contre les possessions espagnoles en Amérique du Sud, au cours de laquelle il essuie plusieurs revers, il attaque sans succès San Juan de Puerto Rico, et est de nouveau défait.
Les artilleurs espagnols du fort San Felipe del Morro tirent un boulet à travers la cabine du vaisseau amiral de Francis Drake, mais celui-ci est épargné. En janvier 1596, alors que ses vaisseaux étaient à l'ancre au large de Portobelo en Nouvelle-Grenade (dans l'actuel Panama), où des galions espagnols remplis de trésors avaient trouvé refuge, il meurt à l'âge d'environ 51 ans, de dysenterie contractée dans les marais insalubres entourant Nombre de Dios, qu'il venait de piller et brûler. À la suite de son décès, la flotte anglaise se retire.
Avant de mourir, il demande à être revêtu de son armure. Son corps est immergé dans un cercueil de plomb, à proximité de Portobelo. Des plongeurs continuent, aujourd'hui encore, à chercher son cercueil.

## Épouses
Francis Drake épouse Mary Newman en 1569. Celle-ci décède 12 ans plus tard, en 1581. En 1585, Drake épouse en secondes noces Elizabeth Sydenham, née en 1562, seule héritière de Sir George Sydenham, de Combe Sydenham (en), qui était alors High Sheriff du Somerset (en). À la mort de Drake, sa veuve Elizabeth se remariera avec Sir William Courtenay de Powderham. Sir Francis Drake étant mort sans enfant, ses propriétés et titres passèrent directement à son neveu (également prénommé Francis).

## Postérité

### Toponymes et monuments
Au Royaume-Uni plusieurs lieux ont été nommés d'après Sir Francis Drake, en particulier à Plymouth dans le Devon, où l'on trouve la base navale HMS Drake, l'île de Drake et un carrefour giratoire nommé Drake Circus (en), ainsi qu'un centre commercial nommé d'après le carrefour giratoire. Le Plymouth Hoe (en) abrite également une statue de Drake. Une reproduction du navire de Francis Drake, le Golden Hind est hébergée le long de la rive sud de la Tamise à Londres ainsi qu'au port de Brixham. Se trouve un monument à Drake dans l'abbaye de Westminster.
Aux États-Unis, la Drakes Bay et le Sir Francis Drake Boulevard (en) dans le comté de Marin en Californie sont tous deux nommés d'après lui, ainsi que le lycée de San Anselmo. Le boulevard relie Drakes Bay (Point Reyes) à Point San Quentin (en) sur la baie de San Francisco. Un important complexe hôtelier situé à Union Square (San Francisco) porte également son nom. Enfin, il existe un canal Sir Francis Drake (en) dans les îles Vierges britanniques.

### L'escroquerie d'Oscar Hartzell
Le testament de Francis Drake est l'objet d'une vaste escroquerie perpétrée par Oscar Hartzell (en) dans les années 1920 et 1930. Ce dernier convainc des milliers de personnes, principalement dans le Midwest américain, que la fortune amassée par Drake était toujours détenue par le gouvernement du Royaume-Uni, et que les intérêts de cette somme accumulés sur quatre siècles représentaient une somme colossale. Hartzell réussit à convaincre ces personnes que si leur nom de famille était Drake et qu'ils le désignaient comme étant leur mandataire, ils pourraient récupérer une fraction de cette somme. L'escroquerie se poursuivit jusqu'à ce qu'il soit jugé pour fraude et qu'une copie du testament de Drake soit produite à l'audience.

## Dans les arts et la culture populaire

### Filmographie

#### Cinéma
- 1913 : Hay Plumb dans Drake's Love Story de lui même ;

- 1922 : Gregory Scott dans Sea Dogs of Good Queen Bess d’Edwin Greenwood ;
- 1935 : Matheson Lang dans Drake of England de Arthur B. Woods ;

- 1957 : Michael Goodliffe dans Sir Francis Drake ;
- 1963 : 
  - Fred Emney dans Father Came Too ! de Peter Graham Scott ;
  - Rod Taylor dans Le Corsaire de la reine de Rudolph Maté et Primo Zeglio ;

- 2005 : David Delve dans Elizabeth I de Tom Hooper ;

- 2008 : Scott Gorman dans Sir Francis Drake: The Queen's Pirate de Adrian Carter.

#### Télévision

##### Série
- 1957 : Sir Francis Drake : The Rise of English Sea Power de John Barnes ;

- 1961 : Terence Morgan dans Sir Francis Drake, le corsaire de la reine de Anthony Bushell[47].

- 1980 : John Thaw dans L'Amiral Drake de Lawrence Gordon-Clark ;
- 2003 : Son nom est donné à une des tribus du jeu télévisé Survivor : Pearl Island ;

- 2014 : Martin Rother dans Griff nach der Weltherrschaft de Fernsehbüro ;

- 2015 : Mathias Harrebye-Brandt dans Freibeuter der Meere 2 - Sir Francis Drake de Robert Schotter ;
- 2019 : La fortune de Francis Drake épisode de Josh Gates et les trésors perdus.

##### Téléfilm
- 2009 : Adrian Paul dans Le Voyage fantastique du capitaine Drake de David Flores[48] ;

##### Documentaire
- 2014 : A la conquête du monde : Sir Francis Drake réalisé par Holger Preusse.
- 2015 : Pirates Francis Drake, corsaire de Sa Majesté réalisé par Robert Schotter et Christoph Weinert.

### Littérature
- L'exécution de Thomas Doughty par Francis Drake est le sujet du poème du personnage de Robert E. Howard, Solomon Kane, intitulé « The One Black Stain »
- Il est un personnage du début de The Master Mariner de Nicolas Monsarrat, inspiré par le mythe du "Juif errant".
- Sir Francis Drake est le possesseur du lieu du coffre de Picsou dans les Trésors de Picsou n°46
- Francis Drake est un personnage secondaire du roman A Column of Fire de Ken Follett.
- Il est aussi un personnage du roman de Frank G. Slaughter Chirurgien au long cours.
- On peut retrouver Sir Francis Drake dans la BD Cori le Moussaillon.
- X Drake est le nom d'un pirate dans One Piece
- Son nom est également mentionné dans le poème Ruins of a great house de Derek Walcott
- Francis Drake est un personnage du roman de fantasy historique Peines de mots perdus de Jean-Laurent Del Socorro [49].

### Jeux vidéo
Dans la série de jeux Uncharted, le héros Nathan Drake se présente comme un descendant de Sir Francis Drake ; ses premières aventures l'emmènent à la découverte de trésors perdus, amassés par son aïeul lors de ses pérégrinations à travers le monde. Par la suite, cette filiation est remise en cause et présentée comme inventée par le frère ainé de Drake.
Dans le jeu vidéo uchronique Crimson Skies, sorti en 2000, le navire amiral fictif Thérésé, échoué dans l'Archipel des îles Hawaii, fait partie de l'intrigue de la première quête du jeu.
Un jeu vidéo développé sur PlayStation Portable : Fate/Extra par Image Epoch reprenant l'univers de Fate/stay night fait de Francis Drake un servant de la classe Rider. Dans cet univers Drake est une femme.
Il est également l'explorateur de la civilisation anglaise sur Age of Empires III sur PC.
On peut retrouver sa tenue, ses deux épées et ses pistolets dans Assassin's Creed IV: Black Flag.
Dans le jeu Pikmin 3, le vaisseau spatial des explorateurs s'appelle le « S.S. Drake » ; pendant la partie, Alph (un des explorateurs) dira que c'est son grand-père qui a construit ce vaisseau et que ce dernier a été nommé en son honneur.

### Homonyme
Deux hôtels portent son nom l'un à Philadelphie et l'autre à Chicago. 

## Controverses

### Implication dans la traite négrière
Jeune, Drake accompagne son cousin germain Sir John Hawkins dans la troisième expédition transatlantique de traite négrière, amassant des sommes importantes en achetant et en transportant des Africains de l'Ouest avant de les revendre contre des biens de valeur. Le premier Anglais à avoir embarqué des esclaves d'Afrique était John Lok, un marchand londonien qui, en 1555, ramène en Angleterre cinq esclaves originaires de la côte de Guinée.

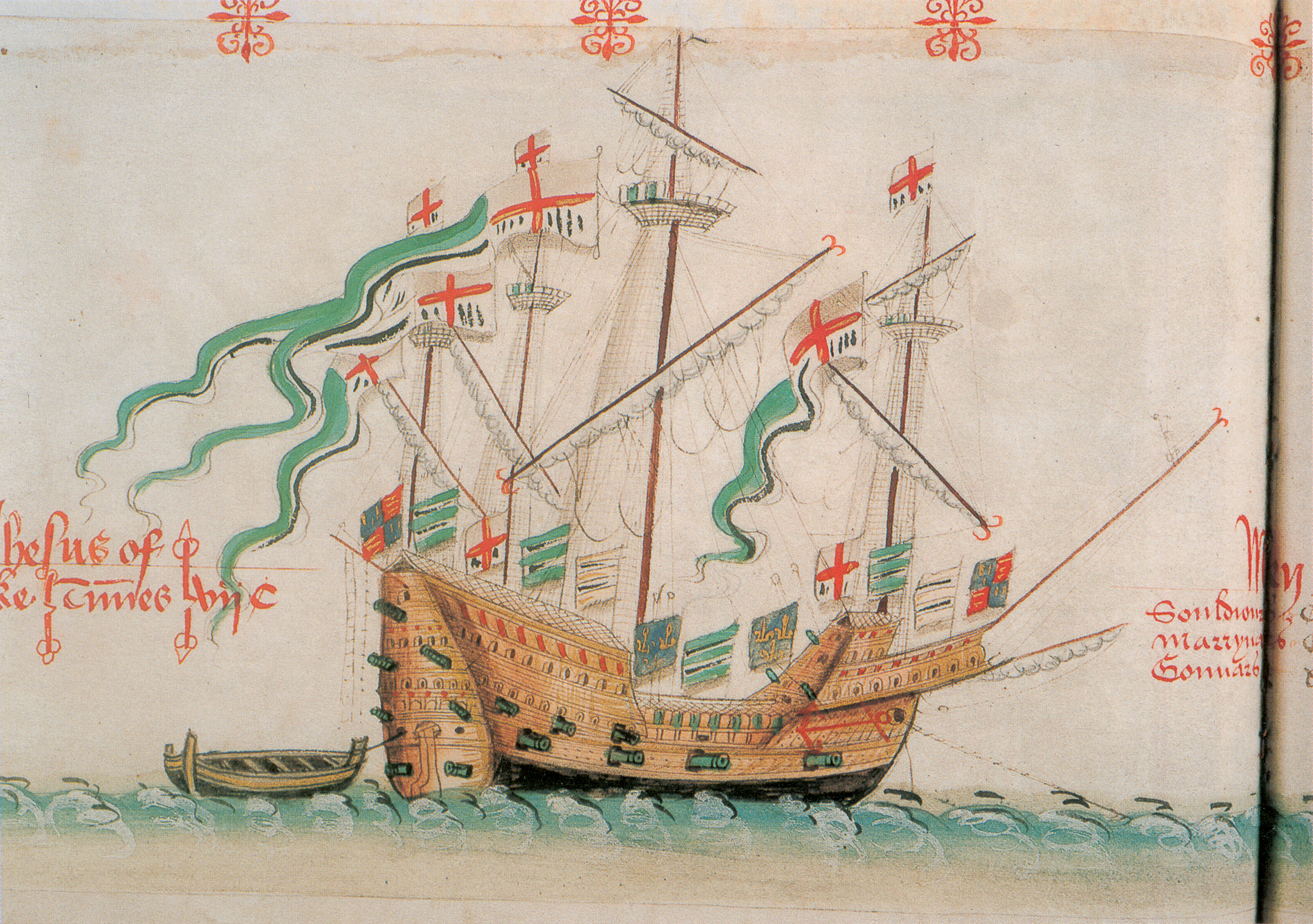
Le ', caraque allemande acquise par la couronne anglaise et qui a effectué quatre expéditions de traite négrière entre 1562 et 1568, depuis le port de Plymouth, sous le commandement de John Hawkins.

Un deuxième marchand londonien, William Towerson, fera l'acquisition d'esclaves peu de temps après. Sa flotte rentre à Plymouth à la suite de son voyage en Afrique en 1556 et repart de Plymouth l'année suivante. Avec Lok et Towerson, John Hawkins est connu comme étant l'un des pionniers de la traite négrière en Angleterre. Alors qu'Hawkins ne fit que trois voyages en direction de l'Afrique, les Anglais allaient peu à peu s'imposer au centre de ce commerce d'êtres humains.
Vers 1563, Drake met les voiles pour la première fois vers l'est en direction de la terre ferme espagnole en Amérique, à bord d'un navire appartenant à John Hawkins et commandé par ce dernier, avec à son bord des esclaves enlevés par la force des côtes d'Afrique de l'Ouest. À l'issue de ce voyage, les Anglais revendent les esclaves afin qu'ils soient employés dans les plantations coloniales espagnoles. L'enlèvement et le transport sous la contrainte d'êtres humains étaient considérés comme un crime d'après la législation alors en vigueur en Angleterre ; cependant, celle-ci ne s'appliquait pas aux esclaves, aux non-protestants et aux criminels. Dans les récits de ces actions (auxquelles Drake prit part), Hawkins cite deux sources expliquant la provenance de leurs victimes. La première était l'attaque de villes et villages africains (avec le soutien de chefs de guerre africains rivaux) ; la seconde était l'attaque et la capture de navires négriers portugais.

### Conflit dans les Caraïbes
Pendant les premières années de sa carrière de négrier, Drake développe une haine tenace envers les Espagnols, et ce en raison de leur catholicisme et de leur méfiance systématique envers les non-Espagnols. Son hostilité est grandement renforcée par la défaite de San Juan de Ulúa en 1568, lorsque la flotte de Drake et de son cousin germain John Hawkins mouillent à proximité du port. Alors qu'ils négociaient le droit de se réapprovisionner et de réparer dans le port espagnol, la flotte anglaise est attaquée par des navires de guerre espagnols, seuls deux navires anglais parviennent à s'échapper. Drake survit à cette attaque en s'échappant à la nage[réf. nécessaire].
L'épisode le plus célèbre de la carrière de Francis Drake sur la terre ferme espagnole en Amérique est la capture du convoi espagnol à Nombre de Dios en mars 1573[réf. nécessaire]. Accompagné de nombreux boucaniers français et d'esclaves marrons, Drake écume les eaux autour de Darien (aujourd'hui au Panama) et capture le convoi dans le port de Nombre de Dios, situé à proximité. Il emporte une grande quantité d'or mais doit laisser derrière lui une quantité plus importante encore d'argent, ses navires n'étant pas assez solides pour la transporter en Angleterre.
Pendant cette expédition, il grimpe au sommet d'un arbre dans les montagnes centrales de l'isthme de Panama et est ainsi le premier Anglais à apercevoir l'océan Pacifique[réf. nécessaire]. En le voyant, il formule[réf. nécessaire] le vœu de pouvoir y naviguer un jour, ce qu'il fera des années plus tard lors de sa circumnavigation autour du monde.
Lorsque Drake rentre à Plymouth après ces raids dans les Caraïbes, le gouvernement anglais avait signé une trêve temporaire avec le roi d'Espagne Philippe II et ne pouvait donc pas reconnaître officiellement ces attaques. Drake est alors considéré comme un héros en Angleterre et comme un pirate en Espagne.

### Irlande
En 1575, Drake est présent lors du massacre de l'île de Rathlin (en), qui était alors au centre de la colonisation anglaise en Ulster, au cours duquel 600 hommes, femmes et enfants sont massacrés après s'être rendus.
Francis Drake est alors aux commandes d'un navire transportant des troupes placées sous les ordres John Norreys sur l'île de Rathlin ; il commande une petite frégate, le Falcon, avec un équipage de 25 hommes. Au moment du massacre, il est chargé d'empêcher les navires écossais d'apporter des renforts sur l'île. Les personnes qui sont massacrées sont, en réalité, les familles des partisans de Sorley Boy MacDonnell.

### L'exécution de Thomas Doughty
Lors de son expédition contre la flotte des Indes espagnoles, Drake est confronté à plusieurs reprises à son commandant en second Thomas Doughty et, le 3 juin 1578, il accuse ce dernier de sorcellerie, de mutinerie et de trahison au cours d'un procès qui a lieu en mer. Drake affirme être en possession d'une commission (qu'il ne produira jamais) de la Reine pour mener à bien un tel procès et dénie à Doughty le droit d'être jugé en Angleterre. Les principales pièces à conviction apportées contre Doughty sont, premièrement, un témoignage du charpentier du navire, Edward Bright qui, après le jugement est promu « inexplicablement » au rang de maître du navire Marigold ; et, deuxièmement, l'aveu de Doughty d'avoir informé l'opposant Lord William Burghley de l'objectif de l'expédition, ce dernier en ayant fait part à son tour aux Espagnols. Doughty est condamné à mort à l'issue du procès. Drake consent à sa demande de communion et dîne en sa compagnie. Le chapelain du navire Francis Fletcher livre un étrange récit de ce dernier repas :

« Et, après ce repas béni, ils dînèrent ensemble à la même table, plus joyeusement et sobrement, qu'ils ne l'avaient jamais fait jusque-là, chacun félicitant l'autre, et en buvant à la santé de l'autre en se tenant par la manche, comme si de rien n'était. »

Drake ordonne que Thomas Doughty soit décapité le 2 juillet 1578. Lorsque, au cours d'une sermon, le chapelain Francis Fletcher suggère par la suite que les affres du voyage rencontrés en janvier 1580 étaient liés à l'exécution injuste de Doughty, Drake fait enchaîner l'homme d'Église à un panneau d'écoutille et l'excommunie.

#### Ouvrage jeunesse
- Roy Gerrard, Francis Drake. Le Hardi Navigateur (traduction de (en) Sir Francis Drake. His Daring Deeds (1988) ), éditions Ouest-France, 1989 - album jeunesse illustré